# Nowa Wilejka
Nowa Wilejka (lit. Naujoji Vilnia) – lewobrzeżna dzielnica administracyjna Wilna, do 1957 miasto, między 1920 i 1939 w Polsce, w województwie wileńskim, w powiecie wileńsko-trockim.
Nowa Wilejka leży nad Wilejką, we wschodniej części Wilna, na wschód od Rossy i na południe od Antokolu.

## Opis
Nowa Wilejka jest jedną z największych terytorialnie dzielnic Wilna o powierzchni prawie 40 km², posiada ponad 1200 km ulic, z czego połowa jest wyasfaltowana. Przeważa zabudowa parterowa jednorodzinna, w dużej części przedwojenna, bloki mieszkalne istnieją na obrzeżach dzielnicy. W wielu miejscach nie ma charakteru miejskiego, brakuje oświetlenia, kanalizacji i wodociągów.
Istnieje tu m.in. polskie Gimnazjum im. J.I. Kraszewskiego (ponad 700 uczniów), polska szkoła początkowa „Žaliakalnio” (4 klasy) oraz przedszkole polskie. W porównaniu z innymi częściami Wilna mieszkańcy są tu ubożsi i mniej wykształceni – 12% posiada wykształcenie wyższe (średnia wileńska 23,1%).
W czasie zaborów w Nowej Wilejce otwarto szpital psychiatryczny, który jest obecnie największym zakładem pracy (zatrudnia prawie 1000 osób). W czasach ZSRR Nowa Wilejka była uprzemysławiana, część zbudowanych w tym czasie obiektów jest obecnie zniszczonych. W związku z walorami przyrodniczymi w ciągu ostatnich 20 lat w dzielnicy osiedliło się wiele osób z innych części Republiki Litewskiej. Po 1990 roku otwarto dom noclegowy dla bezdomnych.

## Zabytki
Kościół św. Kazimierza neogotycki, przy ul. Palydovo (Satelitarna) 15, zbudowany w latach 1909–1911 na planie krzyża z trzema nawami. W kościele msze święte są odprawiane w języku polskim. W otoczeniu drewniana, głównie przedwojenna, zabudowa.
Cerkiew św. św. Piotra i Pawła w Wilnie powstała z inicjatywy żony ówczesnego rosyjskiego gubernatora. Szczupłość zebranych środków pozwoliła na wybudowanie jedynie niewielkiego, drewnianego budynku, konsekrowanego w 1908 r. Znajduje się przy ulicy A. Kojelavičiaus (Wojciecha Kojałowicza) 148.
Dla dużego garnizonu wojskowego w latach trzydziestych XX w. postanowiono wybudować kościół garnizonowy pw. św. Stanisława Kostki, ale powstały budynek przed wybuchem wojny nie został konsekrowany. Konsekracja budynku położonego obecnie przy ul. Parko (Parkowej) 15 nastąpiła dopiero w 2002 r., jako Kościół Najświętszej Maryi Panny Królowej Pokoju. Obecnie w kościele odprawiane są msze święte w języku polskim.

## Historia
Nowa Wilejka dawniej nosiła nazwę Rakanciszki (spotykana jest też forma zapisu Rękanciszki). Wg legendy w XIII wieku miał tu być wybudowany drewniany gródek, który wznieść miał legendarny książę Holsza, protoplasta rodu Holszańskich, należącego do najważniejszych rodów Wielkiego Księstwa Litewskiego (to z rodu Holszańskich pochodziła czwarta żona króla Władysława Jagiełły, matka Władysława Warneńczyka i Kazimierza Jagiellończyka). Wykopaliska wykazały jednak, że istniał tu w XVI wieku zamek gotycki, przebudowany następnie w okresie renesansu. Po śmierci w 1555 Pawła Holszańskiego, biskupa wileńskiego, zamek przeszedł na własność królowej Bony Sforzy, po czym trafił on w ręce rodu Paców. Tutaj właśnie Stefan Pac gościł w dniu 15 lipca 1636 roku króla Władysława IV Wazę. Zamek w Rakanciszkach został zburzony przez kozaków w czasie wojny polsko-rosyjskiej w 1655 roku. Jednocześnie rzezie dokonywane przez wojska moskiewskie w osiedlu i na Wileńszczyźnie doprowadziły do wyludnienia i upadku gospodarczego.
Stabilizacja warunków społecznych i gospodarczych XVIII w. przerwana została rozbiorami i dopiero po wybudowaniu magistrali kolejowej łączącej Warszawę z Petersburgiem otwartej w 1862 r. oraz dziesięć lat później kolei Libawsko-Romieńskiej łączącej Wilno z Mińskiem Litewskim powstał tu ważny węzeł kolejowy przyczyniając się do szybkiego rozwoju gospodarczego i demograficznego. W latach 1871–1873 wybudowano dworzec kolejowy, a stacji kolejowej w Rakanciszkach nadano nazwę Wilejka, a następnie Nowa Wilejka dla odróżnienia od leżącego nad Wiliją miasteczka Wilejka na wschodzie Wileńszczyzny. Pod koniec wieku XIX powstały zakłady zajmujące się między innymi obróbką drewna i skór oraz produkcją kos i noży. W 1905 miejscowość uzyskała prawa miejskie. W 1911 r. wzniesiono neogotycki Kościół św. Kazimierza. W czasie zaborów w Nowej Wilejce otwarto szpital psychiatryczny, który jest obecnie największym zakładem pracy w dzielnicy (zatrudnia prawie 1000 osób). 20 października 1933 do Nowej Wilejki przyłączono pięć wsi z gminy Mickuny: Jabłonówkę, Wierzby Polskie, Poręby Górańskie, Żwirble Dolne i Żwirble Górne.
W okresie II wojny światowej mieszkańcy miasta aktywnie uczestniczyli w polskiej konspiracji niepodległościowej, działali w Armii Krajowej oraz brali udział w powstaniu wileńskim i wyzwoleniu Wilna w 1944 r. Po II wojnie światowej większość polskich mieszkańców, w tym całą miejscową inteligencję przymusowo wysiedlono w nowe granice Polski. W tym czasie miasto po agresji sowieckiej 17 września 1939 r. było kolejno okupowane przez ZSRR (do 26 października 1939 r.), Republikę Litewską i ponownie wraz z tym państwem przez ZSRR (do ataku Niemiec na ZSRR 22 czerwca 1941 r.), Niemcy (do 1944 r.), a później w składzie Litewskiej Socjalistycznej Republiki Radzieckiej należało do ZSRR do 1991. W okresie II wojny światowej katolicka i żydowska ludność Nowej Wilejki była poddawana represjom ze strony zmieniających się okupantów m.in. Szaulisi z Sonderkommando SS wymordowali tu 1159 Żydów, a węzeł kolejowy był wykorzystywany przez Sowietów do formowania transportów Polaków na Syberię i Kazachstanu, nawet jeszcze na początku lat pięćdziesiątych. Ten tragiczny epizod upamiętnia znajdujący się na stacji parowóz ze składem wagonów.
W 1957 r. miasto przyłączono do Wilna.
Na początku lat dziewięćdziesiątych XX w. ośrodek odrodzenia narodowego miejscowych Polaków. W związku z tym, że Polacy są tu najliczniejszą grupą i ta wschodnia dzielnica Wilna jest położona w środku obszarów Wileńszczyzny zamieszkałych nadal w przewadze przez Polaków (60–80%) Nowa Wilejka miała zostać stolicą tworzonego w latach 1990–1991 autonomicznego Polskiego Kraju Narodowo-Terytorialnego.

## Garnizon Wojska Polskiego
Wojsko i pracownicy kolei dominowali zdecydowanie w lokalnej społeczności w całym okresie II Rzeczypospolitej. W latach dwudziestych i trzydziestych XX w. budynki szpitalne zostały zamienione na koszary, w których stacjonował garnizon Nowej Wilejki (zob. też Garnizon Wilno) składający się z:
- 13 pułku Ułanów Wileńskich,
- 19 pułku artylerii lekkiej
- 85 pułku Strzelców Wileńskich.

W skład 13 pułku Ułanów Wileńskich wchodził m.in. ostatni pododdział jazdy tatarskiej w historii Rzeczypospolitej – 1 szwadron tatarski. Żołnierze szwadronu tworzyli asystę honorową podczas składania serca marszałka Józefa Piłsudskiego na cmentarzu wileńskim na Rossie. Szwadron wraz z macierzystym pułkiem po bohaterskich bojach w 1939 zamknął symbolicznie kilkusetletnią historię polskiej jazdy tatarskiej szarżą pod Maciejowicami nad Wisłą 9–10 września. W miasteczku odbywały się uroczystości patriotyczne, w tym święta pułku, którym towarzyszyły parady wojskowe. Ton nadawali szczególnie najbardziej lubiani przez mieszkańców ułani z 13 pułku Ułanów Wileńskich, którzy znani byli z przyśpiewek zwanych żurawiejkami, jak np.:
A trzynasty, to zasrańce,
Pod Wilejką gubią lance.
Pół Tatarów, pół Polanów,
To trzynasty pułk ułanów.
My, wileńska jazda,
Półksiężyc i gwiazda.
Walczymy cały czas,
Choć mało nas, choć mało nas.

## Demografia
Do 1939 miasteczko było zamieszkane przez ludność polską katolicką i żydowską oraz w niewielkiej mniejszości prawosławną o różnej świadomości narodowej. Po holokauście w trakcie II wojny światowej ludności żydowskiej pozostali polscy mieszkańcy byli w przeważającej masie przymusowo wysiedlani w nowe granice Polski. W związku z powojennym uprzemysłowieniem na ich miejsce napłynęli Rosjanie, Polacy z okolicznych wiosek oraz Litwini, którzy szczególnie licznie napływali od lat osiemdziesiątych XX w. Miasteczko liczyło w 1923 r. 6961 mieszkańców, w 1939 r. 7712, a w 2009 r. jako dzielnica Wilna 33 tysiące.
W 2001 była to najbardziej polska dzielnica Wilna, bowiem wśród mieszkańców 34% stanowili Polacy (średnia w Wilnie 19%), 29,5% Litwini, 20% Rosjanie i około 16% inne narodowości. W ciągu ostatnich dwóch dekad między spisami powszechnymi z 2001 r. do 2021 r. odsetek Litwinów wzrósł z 29,5% do 47,9% (17 493 osób), podczas gdy odsetek Polaków skurczył się z 34,2% do 26,4% (9646 mieszkańców), Rosjan – z 19,8% do 13,3% (4858 osób), Białorusinów z 9% do 5,8% (2105 mieszkańców), Ukraińców – z 1,5% do 1,1% (390). Było też 2008 osób pochodzących z innych grup etnicznych.

## Burmistrzowie/ Starostowie
- Jerzy Ołdakowski 1928–1934
- Jerzy Grydziuszko

## Ludzie związani z Nową Wilejką
- Adam Borzobohaty – polski inżynier rolnictwa, ppor. żołnierz Wojska Polskiego i Armii Krajowej,
- Konstanty Franciszek Borzobohaty – polski lekarz,
- Zdzisław Jusis – polski rzemieślnik, działacz społeczny i polityk,
- Tadeusz Konwicki – polski prozaik, scenarzysta i reżyser,
- Józef Kwiatkowski – polski działacz społeczny na Litwie,
- Jerzy Ołdakowski – polski burmistrz Nowej Wilejki (1928–1934),
- Piotr Strebeyko – polski biolog i fizjolog roślin, profesor,
- Sławomir Worotyński – polski poeta.

## Miasta partnerskie
Konstancin-Jeziorna (Polska) (umowa o współpracy podpisana w 2009 r.)

## Galeria

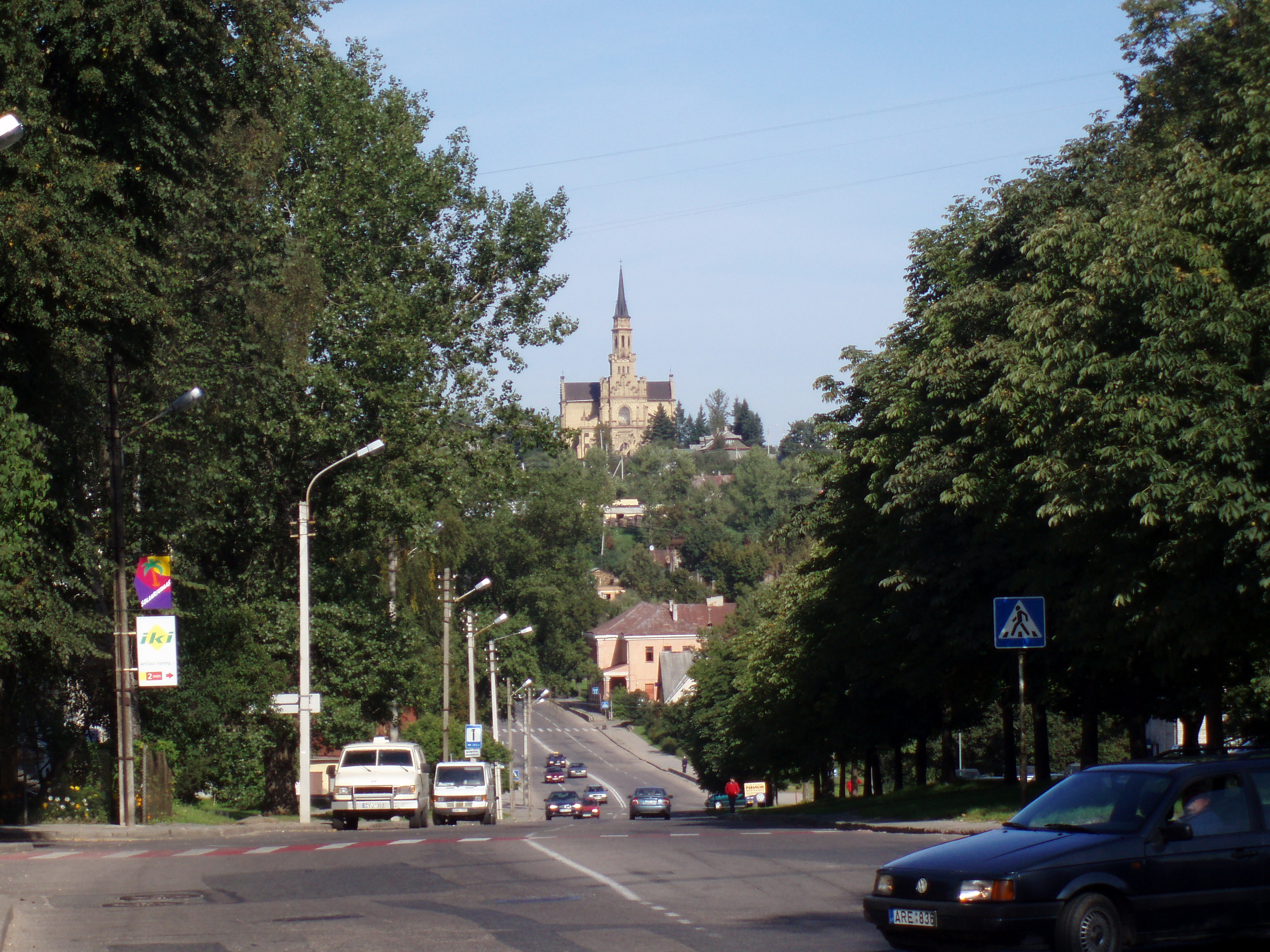
Widok na Kościół św. Kazimierza
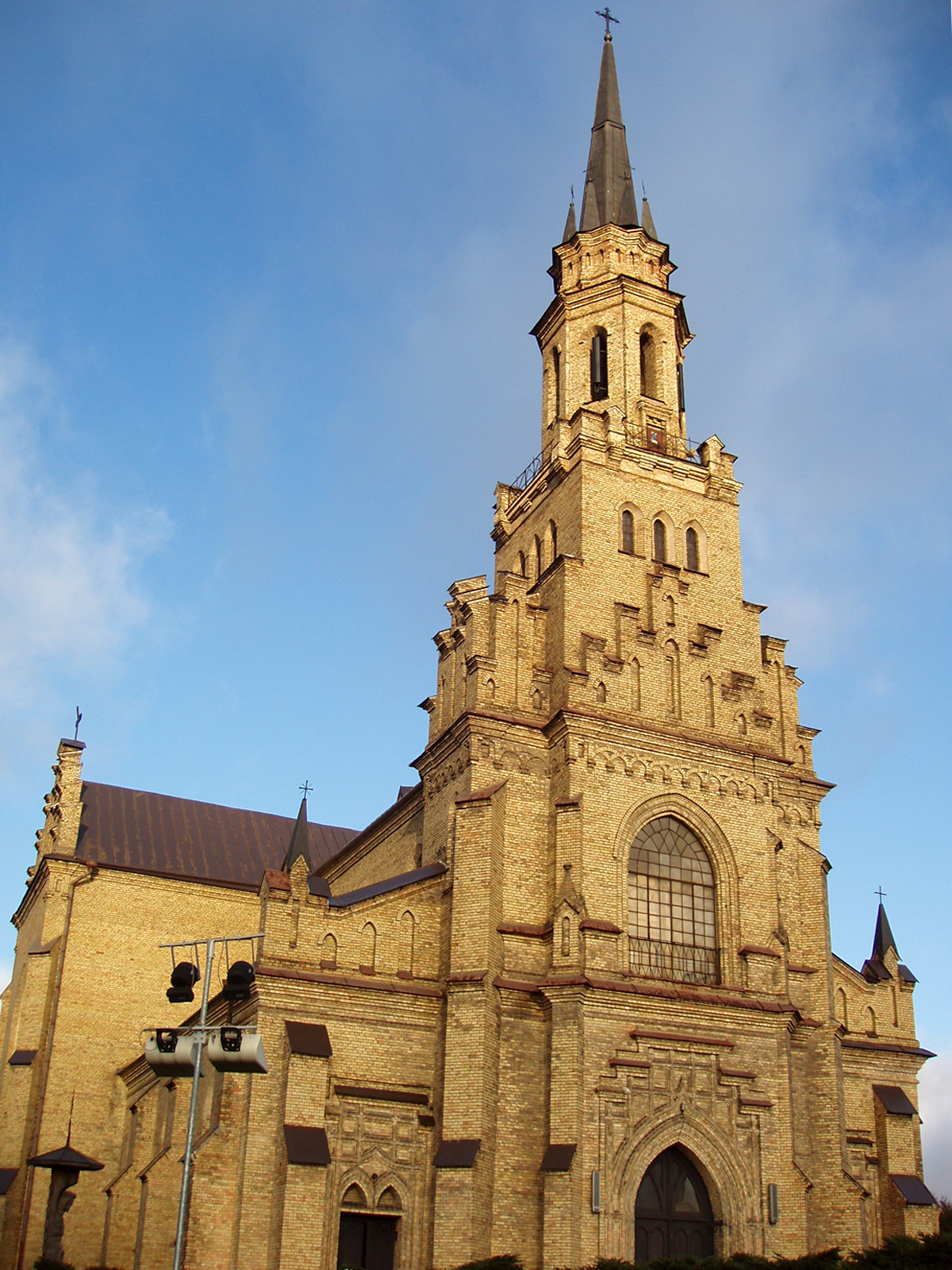
Kościół św. Kazimierza
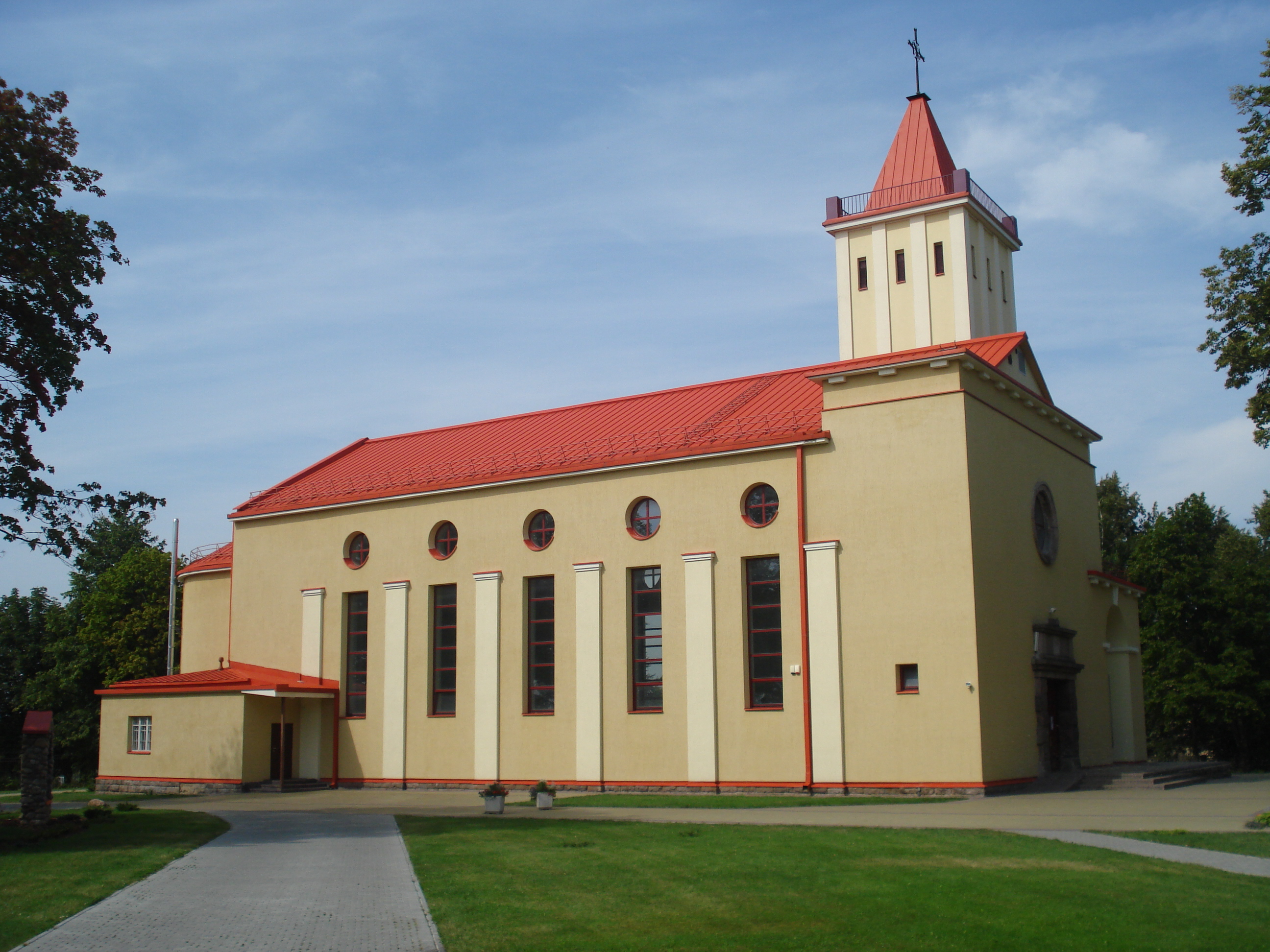
Kościół Matki Bożej Królowej Pokoju zbudowany jako garnizonowy
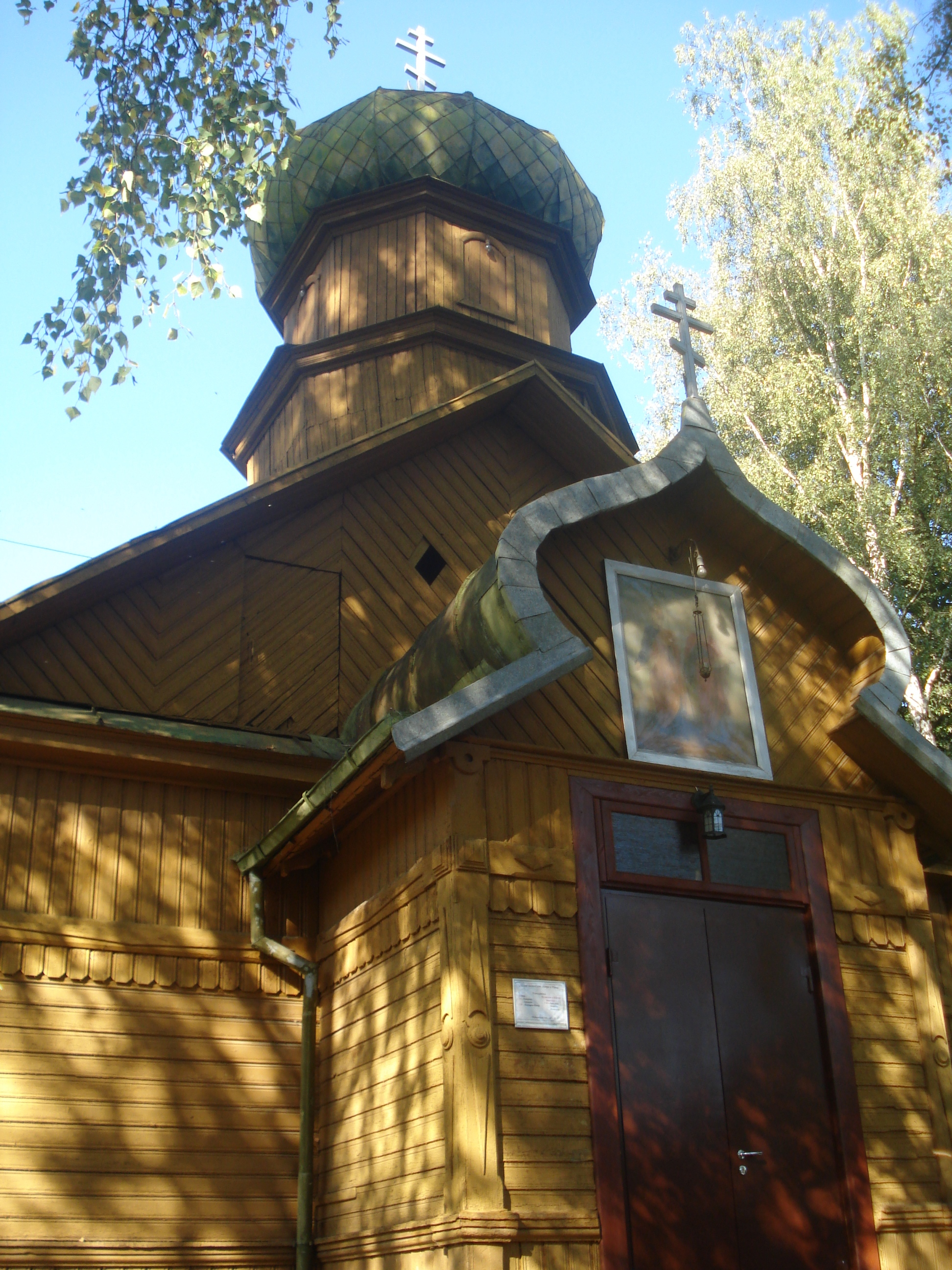
Cerkiew św. św. Piotra i Pawła
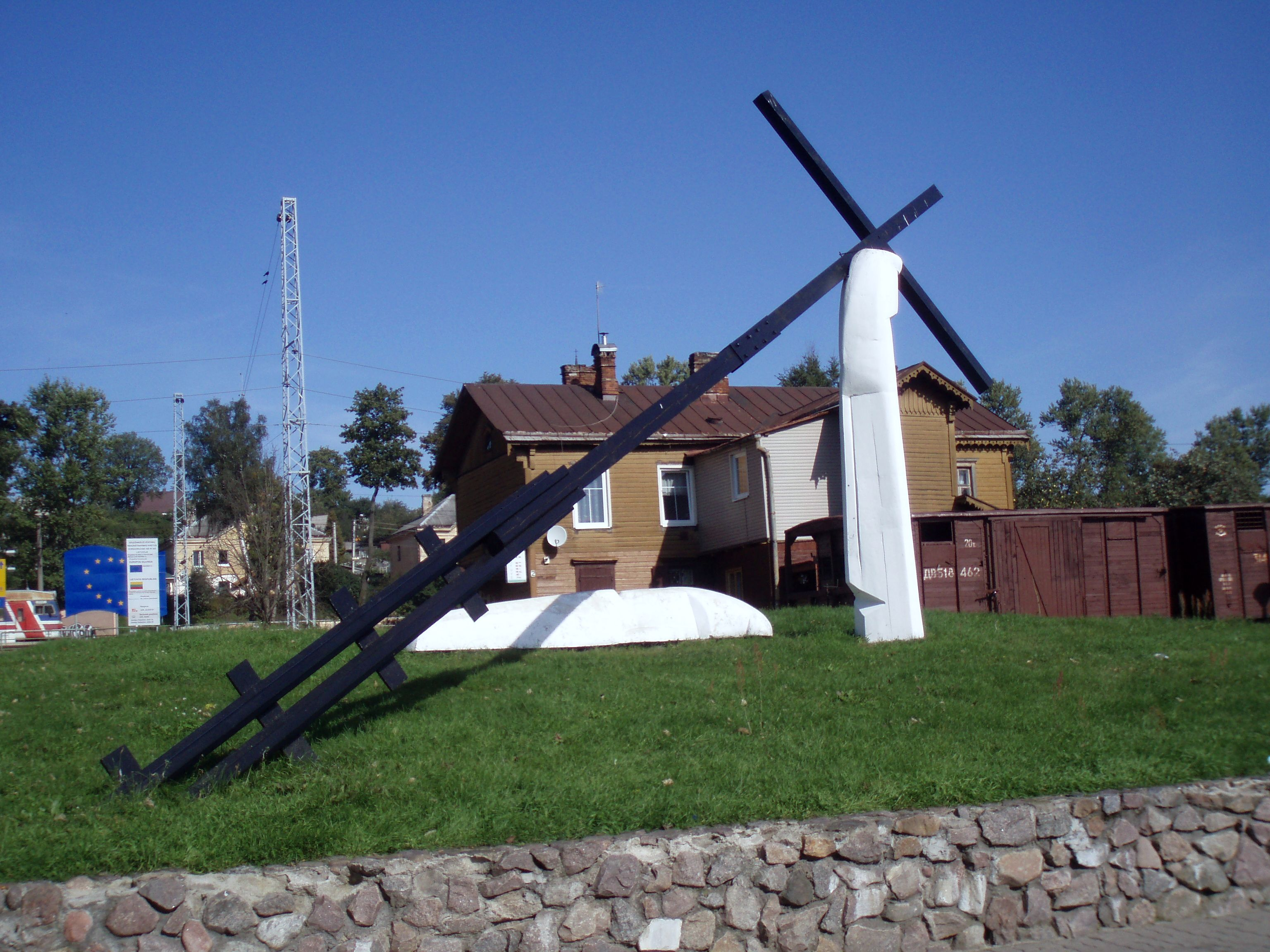
Pomnik upamiętniający zesłańców, w pobliżu lokomotywa i wagony, którymi byli wywożeni przez Sowietów.
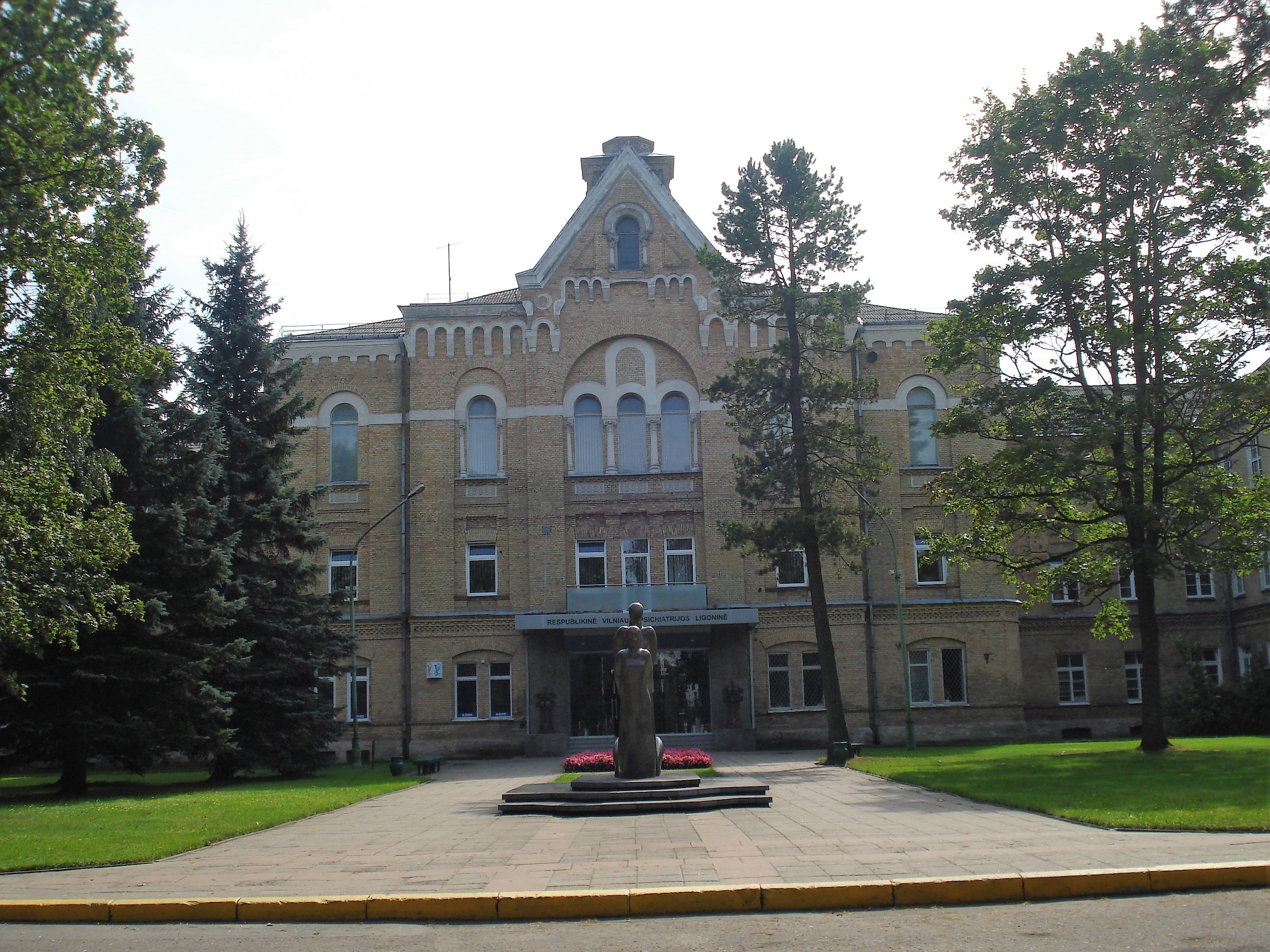
Budynek szpitala psychiatrycznego
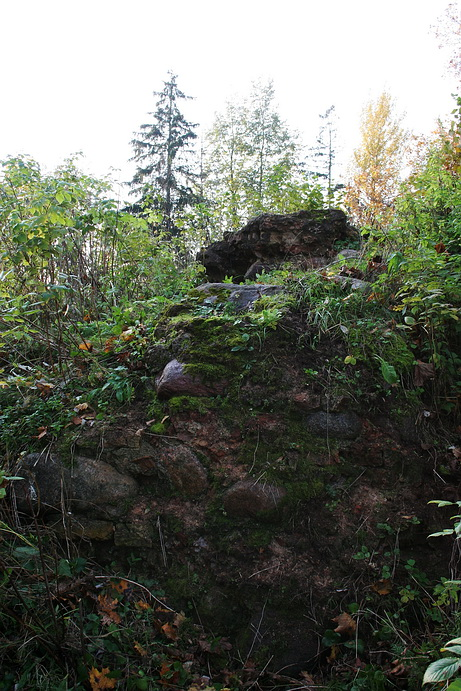
Pozostałości zamku w Rakanciszkach